# Santa Potenciana de Abajo
Santa Potenciana de Abajo är en ort i Mexiko.   Den ligger i kommunen Valparaíso och delstaten Zacatecas, i den centrala delen av landet, 600 km nordväst om huvudstaden Mexico City. Santa Potenciana de Abajo ligger 1 902 meter över havet och antalet invånare är 210.
Terrängen runt Santa Potenciana de Abajo är varierad. Santa Potenciana de Abajo ligger nere i en dal. Runt Santa Potenciana de Abajo är det mycket glesbefolkat, med 5 invånare per kvadratkilometer. Närmaste större samhälle är Valparaíso, 3,0 km väster om Santa Potenciana de Abajo. Omgivningarna runt Santa Potenciana de Abajo är i huvudsak ett öppet busklandskap.